# Ad horas
Ad horas è una locuzione latina che significa "a momenti", "nelle prossime ore" e sta ad indicare che una determinata operazione deve essere svolta in breve tempo.

## Utilizzi
L'espressione viene utilizzata nel linguaggio giuridico italiano ad esempio per indicare quando, in particolari circostanze quali quelle belliche, il processo viene ridotto a tempi molto più brevi di quelli ordinari.